# Protection des frontières tchécoslovaques pendant la guerre froide

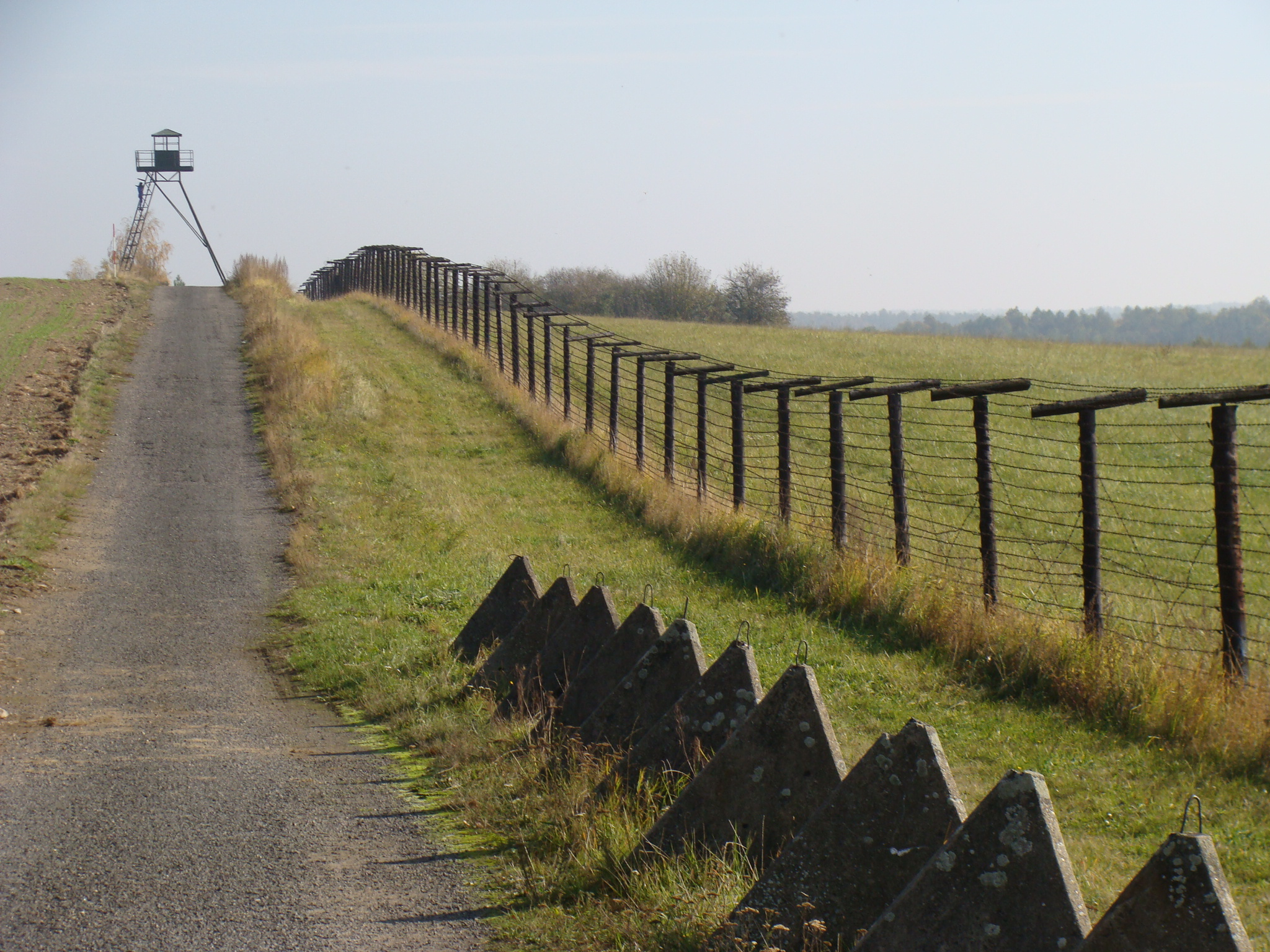
Une clôture préservée avec un mirador près de Čížov (2009)

La protection des frontières entre la République socialiste tchécoslovaque (CSSR) et les pays capitalistes d'Europe occidentale, à savoir avec l'Allemagne de l'Ouest et l'Autriche, à l'époque de la guerre froide et surtout après 1951, a été assurée par des troupes spéciales du Pohraniční Stráž et par un système d'équipement qui a créé le véritable "Rideau de fer". Le but était d'empêcher les citoyens du bloc de l'Est de s'échapper vers l'Ouest, bien que des rapports officiels indiquent qu'il s'agissait de garder les espions et les saboteurs ennemis hors de la Tchécoslovaquie. Le système frontalier de la Tchécoslovaquie n'était pas aussi élaboré et fortifié que celui de la frontière intérieure allemande ou du mur de Berlin, mais il était considéré comme difficile de franchir la frontière sans être détecté.

## Historique et évolution

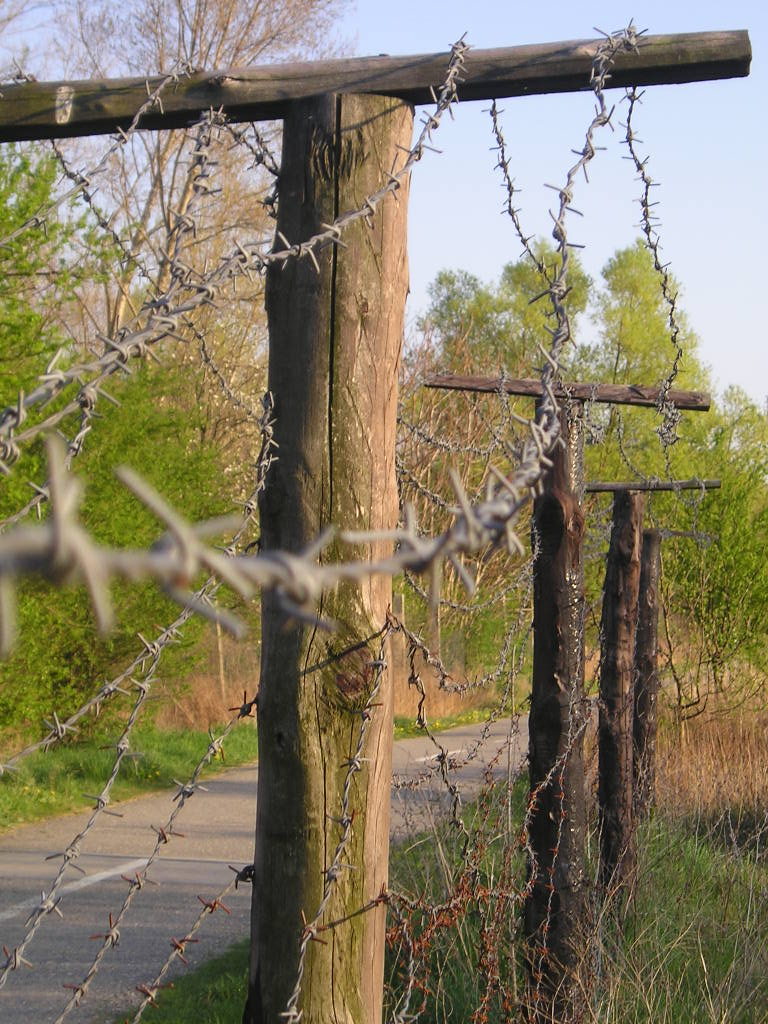
Partie de l'ancien "rideau de fer" à Devínska Nová Ves, Bratislava

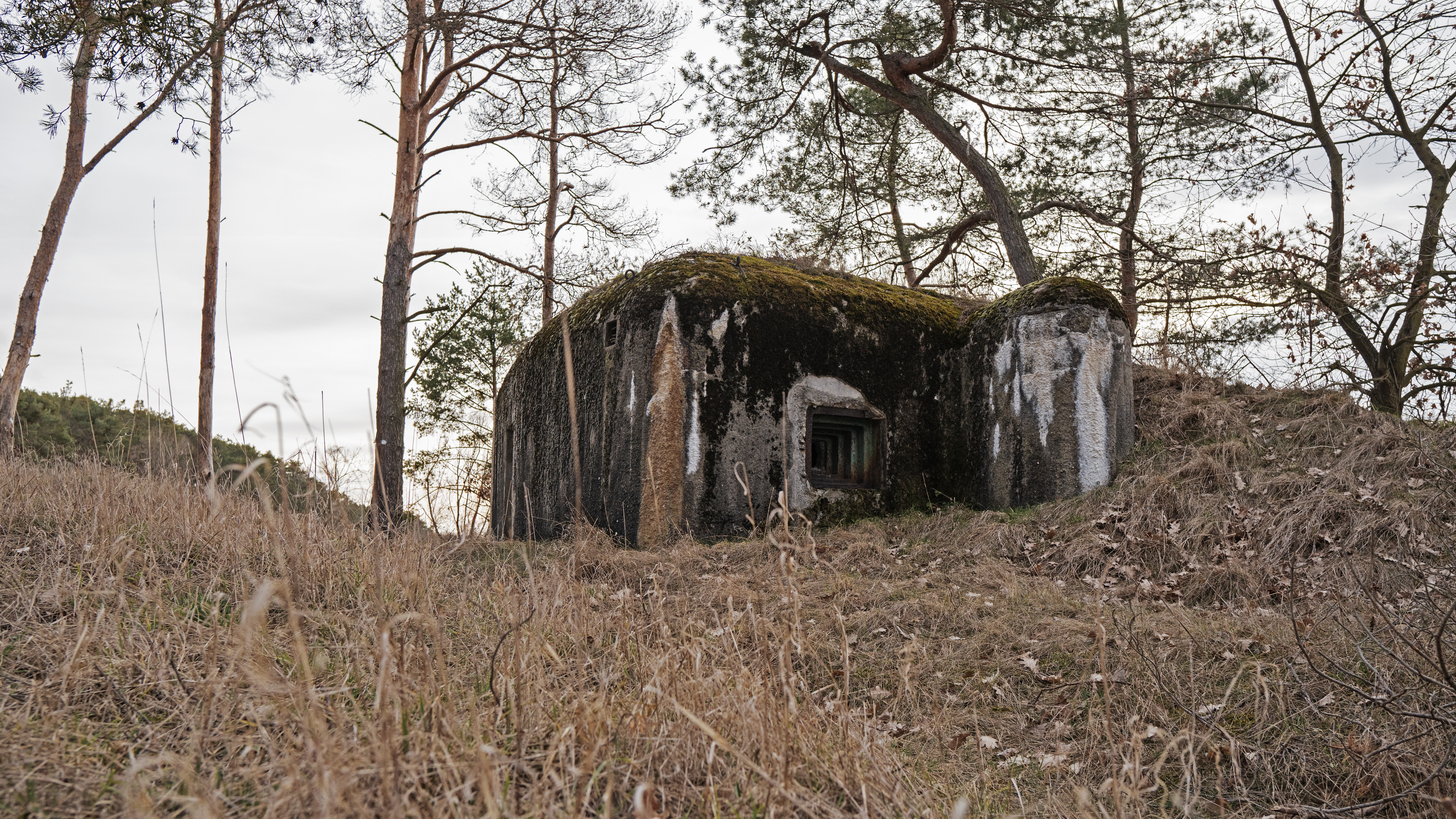
Un blockhaus de protection des frontières tchécoslovaques pendant la guerre froide à Gajary, aujourd'hui en Slovaquie. Mars 2019.

Après la Seconde Guerre mondiale et la libération du pays, les frontières d'origine de la Tchécoslovaquie ont été restaurées et des unités spéciales de police (SNB) devaient protéger les frontières avec l'armée. À la suite de la prise de pouvoir des communistes au gouvernement, des milliers d'opposants au régime communiste ont tenté de fuir le pays. Pour les individus ou les petits groupes, il était assez facile d'éviter les gardes et de traverser les frontières, bien que ce soit dangereux s'ils étaient repérés, car les gardiens étaient autorisés à tirer à vue sur les intrus. Environ 10 000 personnes, dont 50 hommes politiques de premier plan, ont franchi les frontières la première année après le changement politique.
En conséquence, le QG indépendant des garde-frontières a été créé, mais le nombre de personnels était presque le même (environ 6 000 hommes), car la détection d'émigrants potentiels par la police régulière était préférée. La "zone interdite" a été établie jusqu'à 2 kilomètres de la frontière, dans laquelle aucun civil ne pouvait résider. Il existait également une région plus large, appelée "zone frontalière", à 12 kilomètres de la frontière, dans laquelle aucun civil "déloyal" ou "suspect" ne pouvait résider ou travailler. Par exemple, l'ensemble de Aš-Bulge, créant la partie la plus problématique du territoire frontalier, est tombé dans la zone frontalière.
Des changements substantiels se sont produits à la fin de 1951, après plusieurs tentatives réussies d'évasion massive. Le nombre d'hommes est passé à 17 000. Les garde-frontières ont été réorganisés en deux brigades dont les quartiers généraux étaient situés à Cheb et à Znojmo. C'est alors que le véritable confinement du rideau de fer a été construit. À partir de 1951, cette zone a été matérialisée par une clôture de signalisation à quelques kilomètres à l'intérieur de la frontière, tandis que la frontière elle-même était sécurisée par une bande gardée avec une seule clôture en fil de fer barbelé. Cette clôture, à l'origine une clôture électrique d'une tension de 5 000 volts, a été remplacée à partir de 1968 par une clôture à double treillis métallique similaire à celle utilisée pour la frontière intérieure allemande. De plus, la frontière était équipée de miradors. Contrairement aux tours en béton utilisées en Allemagne de l'Est, ces tours étaient généralement faites de charpente en bois ou en acier. Dans certaines régions, divers types de mines terrestres ont été utilisés, notamment des PP Mi-Ba, des PP Mi-D (en) et des PP Mi.
La clôture se situait généralement à environ 100 mètres à l'intérieur de la ligne de démarcation. Comme la clôture n'était pas visible à certains endroits, il est arrivé à plusieurs reprises que des promeneurs ouest-allemands curieux ou négligents surplombent les frontières et pénètrent par erreur sur le territoire tchécoslovaque, ce qui pouvait conduire à leur arrestation[réf. souhaitée].
La Tchécoslovaquie a été le théâtre du drame de l'ambassade d'Allemagne de l'Ouest à Prague, où des milliers d'Allemands de l'Est se cachaient. Cela a épuisé la patience des autorités tchécoslovaques, qui ont finalement cédé, laissant tous les Allemands de l'Est se rendre directement en Allemagne de l'Ouest à partir du 3 novembre 1989, brisant ainsi le rideau de fer.
Le 17 novembre 1989, la révolution de velours a réussi. Les barbelés des frontières avec l'Allemagne de l'Est et l'Autriche ont été enlevés à partir du 5 décembre et, à partir du 11 décembre, les fortifications tchécoslovaques à la frontière ouest-allemande ont été démantelées.
La République tchèque, la Slovaquie, l'Allemagne et l'Autriche font désormais partie de l'accord de Schengen, qui autorise le franchissement des frontières sans contrôle d'identité.